# Димитър Дъбов
Димитър Стоянов Дъбов е български политик, главен секретар на Българската социалистическа партия (БСП).
Роден е на 14 април 1948 г. в Шумен.
Има висше икономическо образование. Владее добре руски език. 
Бил е регионален директор на „ПИМ Банка“ АД. Член е на председателството на БлРС. Бил е президент на Българската федерация по вдигане на тежести.
Става член на Висшия съвет от конгреса на БСП през декември 1996 г., когато тогавашният лидер Жан Виденов хвърля оставка от партията и правителството. Влиза в бюрото през 1998 г., когато следващият председател Георги Първанов връща секретариата. За първи път става главен секретар през 2002 г. в екипа на Сергей Станишев. От 2006 г. е зам.-председател на партията.
В медийното пространство, а и сред колегите си е известен с прякорите „Сивия кардинал на Столетницата“ и „Тихата стъпка на Позитано“.
Женен е, има две деца.